# طبقه بیکار
طبقه بیکار (به انگلیسی: The Idle Class) فیلمی کوتاه و صامت، به کارگردانی چارلی چاپلین با بازی چارلی چاپلین، ادنا پرواینس، هنری برگمن، مک سوین محصول سال ۱۹۲۱ است.